# 広島市立日浦小学校
広島市立日浦小学校（ひろしましりつひうらしょうがっこう）は、広島県広島市安佐北区あさひが丘七丁目にある公立小学校。

## 概要
広島市のベッドタウン、あさひが丘にある小学校。近くに安佐動物公園がある。2008年（平成20年）に広島市立日浦西小学校を統合している。

## 沿革
- 1873年（明治6年） - 後山の教雲寺の一部に日浦小学校の前身の「変旧舎」が設立。後に「潤徳舎」「後山小学校」「後徳小教場」「後山簡易小学校」と改称
- 1874年（明治7年） - 毛木に日浦西小学校の前身の「進成舎」が設立。後に「毛木小学校」「燕毛小学教場」「毛木簡易化小学校」「毛木簡易小学校」と改称
- 1876年（明治9年） - 潤徳舎を「後山小学校」と改称
- 1878年（明治11年） - 後山地区共有の郷倉を修理して仮教室とする
- 1879年（明治12年） -  小学校の位置を字「青木」へ移動
- 1882年（明治15年） - 字「上竹」へ移動し、「後徳小教場」と改称
- 1886年（明治19年） - 教雲寺の西隣りに校舎を新築し、移転。
- 1887年（明治20年） - 後山簡易小学校と改称
- 1891年（明治24年） -  日浦尋常小学校と改称
- 1892年（明治25年） - 後山尋常小学校と改称
- 1923年（大正12年） - 高等科を単式二回学級とする
- 1941年（昭和16年）4月1日 - 国民学校令により日浦国民学校と改称
- 1947年（昭和22年）4月1日 - 学制改革により日浦小学校と改称
- 1950年（昭和25年） - 小学校を字「和田」に移転
- 1954年（昭和29年） - 今の後山化工の所に校舎を新築移転
- 1955年（昭和30年） - 合併により安佐町立日浦小学校と改称
- 1971年（昭和46年） - 合併により広島市立日浦小学校と改称
- 2008年（平成20年） - 広島市立日浦西小学校を統合

## 校区
- 広島市立日浦中学校の校区[2]
  - 安佐町大字毛木、安佐町大字後山、安佐町大字宮野、安佐町大字動物園、あさひが丘一丁目～九丁目

## アクセス
- 広島駅バスターミナルから、広電バス70号線「動物園・あさひが丘」行き、「あさひが丘上」下車、徒歩5分
- 広島高速交通広島新交通1号線 上安駅バスターミナルから、フォーブル92号線「動物園あさひが丘経由【飯室】」行き、「あさひが丘上」下車、徒歩5分

## 著名な卒業生
- 宇谷美緒（モデル,タレント）